# アルフール小国物語
『アルフール小国物語 -エルグス侵攻戦争-』（アルフールしょうこくものがたり エルグスしんこうせんそう）は、日本の同人サークルあやえも研究所による同人ゲーム（シェアウェア）で、敵国に囚われた姉弟をプレイヤーとコンピュータがそれぞれ操作し協同で母国への脱出を試みるファーストパーソン・シューティングゲーム(FPS)である。『The Legend of Alfur』の英語名でPLAYISMなどを通じて日本以外でも流通される。
本項では続編『アルフール小国物語I.V.（イヴ）  -ザ・チーズ・ウォー-』についても解説する。

## 概要
画面は3次元コンピュータグラフィックスで構成され、Unreal Engineで滑らかに動く写実的な地形と、デフォルメされた所謂アニメ調のかわいらしいキャラクターを特徴とする。発表当時、Unreal Development Kitを用いて製作された日本初、あるいは希少な日本製インディーズ（同人）FPSとされた。4Gamer.netでは「インディーズゲームの小部屋」で紹介されたほか2012年末には同企画の番外編「2012年 人気タイトルベスト10」の第3位に挙げられ、窓の杜では後述する続編とそれぞれ「週末ゲーム」に紹介された。
架空の「ラーニア大陸」を舞台に、突如侵攻して来た隣国「エルグス自治領」軍により奴隷として捕らえられた主人公姉弟が、護送中の事故を機に逃亡を図り故郷「アルフール小国」との国境を目指す物語である。架空の世界を舞台とするが実在のものに近い銃器で敵兵と銃火を交わすリアル系FPSに分類できる。特徴の異なる2人のキャラクターいずれかを操作してコンピュータ操作の他方と協力し、性能や利便性の異なる10種類の銃器のうち2つを使い分けながら指示された地点を目指す。姉弟いずれかが敵の銃火や崖からの落下等により倒れるとゲームオーバーとなる。4段階の難易度と銃撃戦に徹する単純なルールでFPS初心者にも向く。

## ゲーム内容
操作は、移動・短距離を速く走る「スプリント」・ジャンプ・しゃがむ・足元に落ちている銃器を拾う・弾丸を装填する「リロード」・パートナーへの指示といった動作をキーボード、向きの変更・発砲・狙撃の構えをとる「エイム」といった動作をマウスで行う。また、エイム中にシフトキーを押し（設定上はキャラクターが呼吸を抑える）一時的に照準の揺れを抑えたり、Page UP/DOWNキーやマウスホイールで手持ちの武器を切り替えることもできる。いわゆるヒットポイントを示す指標は無く、銃撃を被弾すると視界周囲が赤く曇り、それが一定以上に達するとキャラクターが倒れてゲームオーバーとなる。視界の赤い曇りは銃撃を受けずにいれば時間経過と共に回復する。画面右下の「コンパス」に黄色い二重円で示される地点を目指しながら最終目標地点へ到達することが目的となり、ゲームオーバーになった場合は途中通過した「チェックポイント」からやり直しとなる。

## 登場人物
詳細な設定は公式サイト参照。
レオン・オーリック/シャルナワーゼ・オーリック声；ちょこ（2役）
アルフール小国の片田舎で鳥や小動物を獲物とする狩猟で生計を立てていた1歳違いの若い姉弟。理由は明らかでないが両親は居ない。共に容姿は良く、狩猟経験により銃器を扱える。ゲーム上は、レオンは体力に優れる反面、移動や装填速度が姉よりも遅い。シャルナワーゼは移動や装填速度が速く狙撃時の揺れ幅が小さい代わりに弟よりも体力が少ない。
グスタフ・オルム声；白岩大河
エルグス自治領（エルグスじちりょう）の領主。帝国歴312年/ディオニウス歴1048年の初夏、隣国たるアルフール小国へ侵攻し部下に略奪を許可した。オープニングで奴隷として連行されたオーリック姉弟を検分しようとしたところをジェバに暗殺される。
ジェバ・サディラ声；吉田史記
エルグス自治領の貴族であり執政官。オープニングでグスタフ・オルムを暗殺してその罪をオーリック姉弟に着せ、領主代行として逃亡した2人の始末を軍に命じる。
エメ・ベルリオーズ声；伊菜
エルグス自治領の軍司令官である女性。ジェバに命じられてオーリック姉弟を追跡する。

## アルフール小国物語I.V. -ザ・チーズ・ウォー-
『アルフール小国物語I.V. -ザ・チーズ・ウォー-』（アルフールしょうこくものがたりイブ ザ・チーズ・ウォー）は、世界観とシステムにおける上記作品の続編で、エルグス侵攻戦争1年後にオーリック姉弟のささいな喧嘩から勃発したアルフール小国内戦を描くオンライン対応FPSである。クライアントソフトをダウンロードすれば基本プレイ無料で参加でき、プレイヤーは「レオン軍」か「シャルナワーゼ軍」いずれかに属してBotキャラクターまたは他のプレイヤーと協力や対戦し、一定時間内に相手側のキャラクターを倒した得点で勝敗やMVP（最多得点プレイヤー）を競う。前作のような物語は無く「レオンとシャルナワーゼが消えたチーズを巡って始めた争いに国中の兄弟喧嘩が重なり殺傷能力の無い蝋弾を使った内戦規模の銃撃戦に発展した」という背景のみが設定されている。2014年6月1日に、あやえも研究所より同年7月31日にこのゲームのサービス終了が告知され、同日を以って運営を終えた（前作の提供は継続）。

### 前作との違い
今作は前作に比べインターネットを介した最大18人程度までのオンラインプレイを特徴とする他、以下の要素が追加された。
- 武器数が最大36種類（有料版の追加分を含む）となり、従来のハンドガン・アサルトライフル・スナイパーライフルに加え軽機関銃とサブマシンガン・ショットガンが増え、各々には発砲しても相手側に位置を知られないサプレッサー付きもある。今作ではこれらのうち2つまでを追加能力「スキル」と共に「武器セット」として予め登録しておくことができ、それ以外に対戦中に拾った武器も使える。使用可能武器は、得点によって格付けされる「ランク」の上昇に伴って増える。
- 行動に「伏せ」と武器で殴る「近接格闘」「挑発」、目の前の箱や樽などを押したり引いて移動させる「アイテムホールド」が追加された。戦闘にも銃撃以外にグレネードとスモークグレネード（煙幕弾）が追加された。
- 自分は倒されずに連続して敵を倒すとその数に応じて敵の位置を一定時間知る「透視」などの「K.O.ストリーク」が発動する。逆に敵を倒せずに自分が何度も倒されると体力値の増す「体力上昇」などの「ダウンストリーク」が発動する。
- 有料の「プレミアム版」を購入すると、キャラクターの色や装飾を変更できる「キャラメイク」機能を使える。また、さらに追加料金により「ランク」を即座に30まで上げて全種類の武器を使える。
- プレイヤーキャラクターとして前作のオーリック姉弟のほか、ルーン（声；吉田史記）とコレット（声；伊菜）のエルブレード兄妹、一人っ子のリア・ヴェルディダード（声；伊菜）という新キャラクターが加わった[12]。一方、キャラクターの性能は画一化された[13]。